# La cosa degli abissi
La cosa degli abissi (The Rift) è un film del 1990, diretto da Juan Piquer Simón (come J.P. Simon).

## Trama
Il sottomarino Siren II viene inviato in fondo all'oceano alla ricerca di un sottomarino scomparso nel nulla. Nel corso della missione l'equipaggio scoprirà che in una caverna sottomarina hanno luogo esperimenti genetici che hanno dato vita a mostruose creature.

## Accoglienza

### Critica
Secondo Fantafilm, la pellicola "da una premessa più o meno fantascientifica, scade (se possibile) nel gore e nello splatter più demenziali".